# 파라이키누스속
파라이키누스속(Paraechinus)은 고슴도치 속의 하나이다. 북아프리카와 중동, 남아시아에서 발견되는 4종을 포함하고 있다.

## 하위 종
- 사막고슴도치 (Paraechinus aethiopicus) - 북아프리카(모로코와 모리셔스부터 소말리아까지), 아라비아 반도
- 브란트고슴도치 (Paraechinus hypomelas) - 이란과 중앙아시아(우랄산맥 이내), 인더스계곡과 아라비아 반도에 산발적으로 분포)
- 인도고슴도치 (Paraechinus micropus) - 파키스탄, 인도 북서부
- 마드라스고슴도치 (Paraechinus nudiventris) - 인도 남부(케랄라 주와 타밀나두주)의 아주 좁은 지역에서만 서식